# Aphonopelma sclerothrix
Aphonopelma sclerothrix là một loài nhện trong họ Theraphosidae.
Loài này thuộc chi Aphonopelma. Aphonopelma sclerothrix được Carlos E. Valerio miêu tả năm 1980.